# منجم الفواخير
منجم الفواخير هو منجم ذهب يقع في الصحراء الشرقية بمحافظة البحر الأحمر، أسّسه قدماء المصريين ورسموا له أوّل خريطة جيولوجية في تاريخ مصر وذلك في عهد سيتي الأول سنة 1200 قبل الميلاد، فيها وصف لكل الثروات المعدنية المتوافرة بها ولمنجم الفواخير والبئر الملحقة به، التي كانت المصدر الوحيد للماء بالمنطقة، واستقرت الخريطة «البردية» الأصلية عن المنطقة والمنجم في معرض تورين بشمال إيطاليا.
طوّر الإنجليز المنجم سنة 1948، وتبلغ مساحة المبانى فقط نحو 100 ألف متر مربع. جرى تأميم المنجم بعد ثورة 1952، وتوقّف إنتاجه لاحقًا. حازت شركة روسية على حقوق استغلاله سنة 2007 ولكنّها لم تفِ بوعدها للإنتاج منذ ذلك الحين وبقي المنجم مغلقًا، وتتفاوض مع الشركة هيئة الثروة المعدنية المصرية.
يقع منجم الفواخير في منتصف طريق القصير - قفط المعروف بـ«طريق الحجّاج».